# Sent Front de Pradon
Sent Front de Pradon (en francès Saint-Front-de-Pradoux) és un municipi francès situat al departament de la Dordonya i a la regió de la Nova Aquitània.

## Demografia
| 1962                                       | 1968 | 1975 | 1982 | 1990  | 1999 | 2007  |
| ------------------------------------------ | ---- | ---- | ---- | ----- | ---- | ----- |
| 722                                        | 785  | 910  | 981  | 1.000 | 930  | 1.068 |
| Des de 1962: població sense dobles comptes |      |      |      |       |      |       |

## Administració
| Període   | Identitat              | Partit |
| --------- | ---------------------- | ------ |
| 1945-1965 | Clotaire Bourdillou    |        |
| 1965-1989 | Albert Julien Laurière |        |
| 1989-1995 | Francis Pralong        |        |
| 1995-     | Marie-Andrée Béchaud   | PS     |

## Agermanaments
- Romanswiller